# Taras Kompanitsjenko
Таras Kompanitsjenko (geboren 14 november 1969 in Kiev, Oekraïense SSR) is een Oekraïense artiest, kobzar, bandurist, lirnyk, componist en singer-songwriter.  Hij is een actief lid van de Kobzarskyi Tsekh (letterlijk "Kobzar-gilde") en van de oudemuziekensembles Chorea Kozacka en Sarmatica. Hij was een actieve deelnemer aan de Oranje Revolutie die van november 2004 tot januari 2005 in Oekraïne plaatsvond en aan Euromaidan 2013-2014. Hij is een verdienstelijk kunstenaar van Oekraïne  en laureaat van de Vasyl Stus-prijs.
Oorspronkelijk was hij opgeleidt als schilder en kunsthistoricus. Hj gaf deze beroepen echter op zijn passie voor muziek voort te zetten. Nadat Rusland een grootschalige invasie in Oekraïne lanceerde, ging hij het leger in en sloot zich aan bij de 241e Territoriale Defensiebrigade.
- MusicBrainz: 7a29deb7-1d8b-4980-811b-465c0e2a2ede